# USS Strong (DD-467)
Pour les autres navires du même nom, voir USS Strong.
Le USS Strong (DD-467) est un destroyer de classe Fletcher au service de la marine américaine. Nommé ainsi en l'honneur du contre-amiral James H. Strong (1784-1850), qui a éperonné le navire cuirassé confédéré CSS Tennessee pendant la bataille de Mobile Bay, recevant une citation et une promotion au grade de captain (capitaine).

## Construction
Le Strong a été mis en cale le 30 avril 1941 à Bath dans le Maine par le chantier naval Bath Iron Works, lancé le 17 mai 1942 parrainé par Mme Hobart Olson et mis en service le 7 août 1942.

## Histoire
Après avoir terminé sa croisière d'essai et sa mise au point, le Strong a pris la mer le 15 octobre avec un convoi à destination de San Juan à Porto Rico, pour revenir à Norfolk en Virginie, le 27 et repartir deux jours plus tard pour New York. Le 13 novembre, il est parti avec le convoi UGS-2 à destination des ports d'Afrique du Nord. Il arrive à Casablanca le 29 novembre et retourne à New York avec le convoi GUF-2. Après une période de disponibilité du chantier, du 11 au 26 décembre, le destroyer est transféré à Norfolk.
Le Strong appareille le 27 décembre 1942, traverse le canal de Panama, se ravitaille à Bora Bora, dans les îles de la Société, et arrive à Nouméa en Calédonie le 27 janvier 1943. Le Strong escorte alors un convoi vers le nord-ouest pendant deux jours et est relevé pour retourner à Nouméa. Le 1er février, il a escorté avec le USS Cony (DD-508) un convoi à destination d'Espiritu Santo en Nouvelles-Hébrides. Le 5 février, il s'est embarqué pour les îles Salomon et a patrouillé au large de Guadalcanal jusqu'au 13 février, date à laquelle il a rejoint la Task Force 67 (TF 67 - force opérationnelle 67) composée de quatre croiseurs et de leur écran de destroyers.
La force opérationnelle a consacré la majeure partie du mois suivant à des patrouilles dans les eaux des Salomon et de leurs environs. Le 14 mars, le Strong, le USS Nicholas (DD-449), le USS Radford (DD-446), et le USS Taylor (DD-468) ont été détachés pour bombarder des installations côtières sur l'île de Kolombangara et des cibles sur la plantation de Vila Stanmore le 16 mars. La force a ensuite repris ses fonctions de patrouille dans les îles Salomon. Le matin du 5 avril, le Strong a établi un contact radar en surface à une distance de 8 550 m. La cible, éclairée par son projecteur, est considérée comme étant le sous-marin japonais Ro-34. Le Strong et le destroyer USS O'Bannon (DD-450) ouvrent le feu et obtiennent trois impacts de 5 pouces (127 mm). Le sous-marin se fixe par la poupe et coule. Le Strong largue deux modèles de grenades sous-marines et son équipage observe des débris qui remontent à la surface à la position géographique de 10° 05′ S, 162° 08′ E.
Le Strong, avec la Task Force 18 (TF 18), a accompagné trois destroyers poseurs de mines dans le détroit de Blackett, entre Kolombangara et l'île Arundel, et l'a miné aux premières heures du matin du 7 mai. Le lendemain matin, quatre destroyers japonais ont contourné le détroit de Kolombangara et se sont retrouvés dans le champ de mines. L'un d'eux a été coulé, deux ont été endommagés puis coulés par un avion, le quatrième a été gravement endommagé mais a réussi à s'échapper.
Dans la nuit du 12 au 13 mai, le Strong et la force opérationnelle ont bombardé Kolombangara, puis ont commencé à escorter et à patrouiller au large de Guadalcanal. Dans l'après-midi du 16 juin, il se trouvait à mi-chemin entre Guadalcanal et Tulagi lorsqu'un vol d'environ 15 bombardiers en piqué japonais a attaqué les navires américains. Le Strong était le navire le plus proche des bombardiers alors qu'ils s'approchaient en piqué peu profond et il en a été abattu à trois reprises.
Le matin du 5 juillet, les forces américaines ont débarqué à Rice Anchorage. Le Strong et la TF 18 devaient soutenir le débarquement en bombardant Vila-Stanmore, Enogai et Bairoko. Le Strong et le Nicholas sont entrés dans le port de Bairoko pour chercher en avant de la force principale et ont bombardé le port de 00h30 à 00h40. Neuf minutes plus tard, une torpille a touché son côté bâbord. La torpille provenait d'une salve tirée par le destroyer japonais Niizuki, à une distance de 11 milles nautiques (20 km), et on pense qu'il s'agit de la torpille à la plus longue portée de l'histoire. Le USS Chevalier (DD-451) a intentionnellement éperonné la proue du Strong pour lui permettre de lancer des filets et des lignes vers le navire en détresse, et a sauvé 241 hommes. Les artilleurs japonais de la plage d'Enogai ont repéré les navires, les ont éclairés avec des obus éclairants et ont ouvert le feu avec des cartouches explosives. le O'Bannon a commencé un tir de contre-batterie sur les canons ennemis qui frappaient le Strong et le Chevalier qui a été forcé de se retirer.
Le Strong a commencé à s'enfoncer rapidement avec une gîte de 40° à 60° à tribord, il s'est brisé en deux juste avant de couler et plusieurs de ses grenades sous-marines ont explosé à la position géographique de 8° 05′ S, 157° 15′ E. Quarante-six hommes ont été tués.
Le Strong a été rayé de la liste de la Marine (Naval Vessel Register) le 15 juillet 1943.

### Découverte de l'épave
À la mi-février 2019, le navire de recherche Petrel a localisé l'épave par 300 mètres de fond. Le navire est bien disloqué, la partie avant du navire fortement endommagée reposant sur son côté bâbord dans un champ de débris compact qui contient le reste du navire, y compris sa timonerie assez bien conservée, ses tubes lance-torpilles, ses hélices et ses arbres d'hélices, ses canons de 5 pouces, ses chaudières et au moins une cheminée intacte.

## Décorations
Le Strong a reçu deux étoiles de combat (battle stars) pour son service pendant la Seconde Guerre mondiale.

## Source
- (en) Cet article est partiellement ou en totalité issu de l’article de Wikipédia en anglais intitulé « USS Strong (DD-467) » (voir la liste des auteurs).